# Litsea plateaefolia
Litsea plateaefolia är en lagerväxtart som beskrevs av Adolph Daniel Edward Elmer. Litsea plateaefolia ingår i släktet Litsea och familjen lagerväxter. Inga underarter finns listade i Catalogue of Life.